# إنريك برنات
إنريك برنات (بالإسبانية: Enric Bernat) هو شخصية أعمال وعالم ورائد أعمال إسباني، ولد في 20 أكتوبر 1923 في برشلونة في إسبانيا، وتوفي بنفس المكان في 27 ديسمبر 2003.